# Кашгарские горы
Кашгарские горы — именование гор, составляющих основную часть Китайского Памира. Они опоясывают Памирское нагорье с северо-востока, отделяя его от пустынной Кашгарии (Таримская впадина), являясь, таким образом водоразделом Аму-Дарьи и Тарима.
Долиной реки Гёздарья Кашгарские горы делятся на северную и южную части. Северную часть образуют хребты Кингтау и Улугарттаг, а в южную часть входит Кашгарский хребет и расположенное к востоку от него нагорье, также называемое Кашгарским.
Дуга хребтов начинается от восточных окраин широтного Заалайского хребта и, поворачивая на юго-восток, переходит в хребет Кинг-Тау. Следующий в цепи Кашгарских гор Улугарттаг соединяет Кингтау (на северо западе) с хребтом Конгурмузтаг (на юго-востоке). От хребта Кингтау он отделен перевалом Улугарт (5109), а от меридионального хребта Конгурмузтаг — широкой долиной Гёздарьи.
Верховья Ташкургандарьи отделяют Кашгарский хребет от продолжающих эту цепь хребтов Ташкургантаг и Чонкыр, смыкающихся с Западным Куньлунем. Разные исследователи относят вершины Кашагарского хребта как к Восточному Памиру, так и к северо-западному Куньлуню.
В Кашгарских горах развито значительное оледенение. Большинство крупных ледников достигают в длину 9—11 км, а самые большие ледники Конгурмузтага Чимген, Караяйляк и Кокосель превышают 20 км. Общая площадь оледенения Кашгарских гор 2258 км².